# Jabînți, Huseatîn
Jabînți (în ucraineană Жабинці) este o comună în raionul Huseatîn, regiunea Ternopil, Ucraina, formată numai din satul de reședință.

## Demografie
Componența lingvistică a comunei Jabînți
     Ucraineană (99,7%)
     Alte limbi (0,3%)
Conform recensământului din 2001, majoritatea populației comunei Jabînți era vorbitoare de ucraineană (99,7%), existând în minoritate și vorbitori de alte limbi.